# Педърска галаксия
Педърските галаксии (Galaxias pedderensis) са вид актиноптери от семейство Галаксиеви (Galaxiidae).
Ендемит са за Тасмания и са застрашен вид.
Таксонът е описан за пръв път от Роджър Франкенбърг през 1968 година. Наречен е на езерото Педър, което е първоначалният му ареал.